# Урняк (Альшеевский район)
Урняк (баш. Үрнәк) — село в Казанском сельсовете муниципального района Альшеевский район Республики Башкортостан России. До 2006 года входило в состав Ташлинского сельсовета.
Закон Республики Башкортостан «Об изменениях в административно-территориальном устройстве
Республики Башкортостан, изменениях границ и преобразованиях муниципальных образований в Республике Башкортостан», ст. 1, ч. 188 (часть сто восемьдесят восьмая введена Законом РБ от 21.06.2006 № 329-з)   гласит:

188.Изменить границы Ташлинского и Казанского сельсоветов Альшеевского района согласно представленной схематической карте, передав село Урняк Ташлинского сельсовета Альшеевского района в состав территории Казанского сельсовета Альшеевского района. 
— gsrb.ru/MainLeftMenu/ZakonoTvorch/Zakoni/125-2004.php

## Население
| 2002 | 2009 | 2010 |
| ---- | ---- | ---- |
| 210  | ↗276 | ↘149 |

Согласно переписи 2002 года, преобладающие национальности — башкиры (54 %), татары (45 %).

## Географическое положение
Расстояние до:
- районного центра (Раевский): 16 км,
- центра сельсовета (Казанка): 5 км,
- ближайшей железнодорожной станции (Раевка): 16 км.

## Известные уроженцы
- Абдрахманов, Ханиф Хазигалеевич — участник Великой Отечественной войны, полный кавалер ордена Славы.